# Náměstí Republiky, Plzeň
Náměstí Republiky, hay Quảng trường Cộng hòa (tiếng Séc: Náměstí Republiky (Plzeň)) là một trong những quảng trường lịch sử ở thành phố Plzeň, Cộng hòa Séc.

## Lịch sử
Quảng trường Cộng hòa xuất hiện từ thời điểm thành lập thành phố Plzeň vào cuối thế kỷ 13. Đây là một trong những quảng trường lớn nhất ở châu Âu. Ban đầu, quảng trường có một mặt bằng hình chữ nhật với kích thước là 200 m x 145 m, và chiếm một phần bảy diện tích của toàn thành phố Plzeň. Hiện nay, quảng trường có kích thước là 139 m × 193 m.

## Vị trí
Xung quanh quảng trường có nhiều địa danh và di tích văn hóa đáng chú ý, chẳng hạn như:
- Nhà thờ St. Bartholomew [2]
- Tòa thị chính Plzeň (Pilsen)
- Dinh thự của giám mục
- Cột bệnh dịch có tượng Đức Mẹ (từ năm 1681 - tác giả: nhà điêu khắc Plzeň Kristian Widman) [3]
- Các đài phun nước hiện đại khắc họa hình ảnh chú chó săn, lạc đà và thiên thần (từ năm 2010 - tác giả: kiến trúc sư Ondřej Císler)
- Các tuyến xe điện ở phía bắc và phía nam quảng trường (phục vụ giao thông công cộng)
- Những ngôi nhà lịch sử với nhiều phong cách kiến trúc khác nhau.

## Hình ảnh

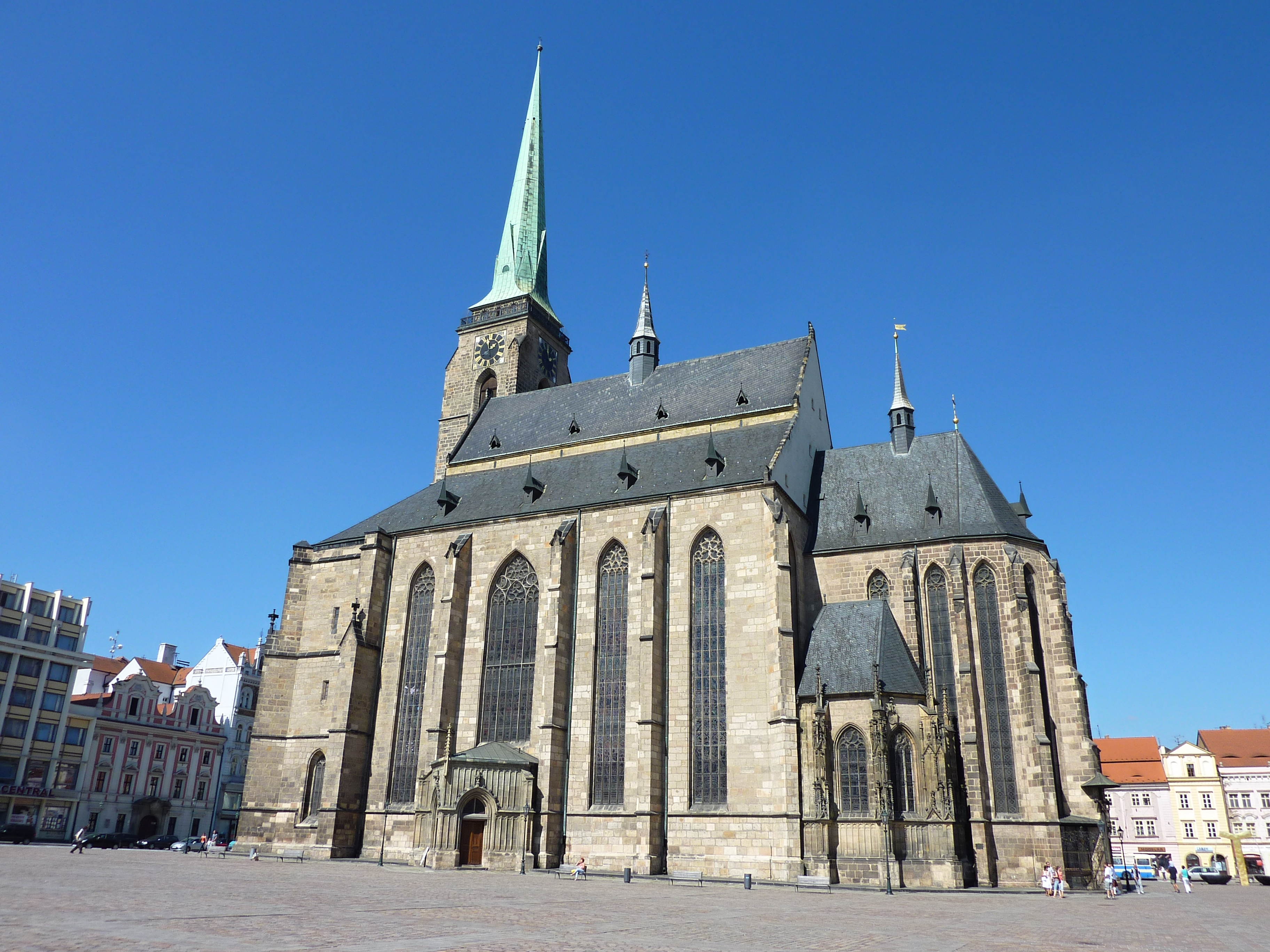
Nhà thờ St. Bartholomew (2011)
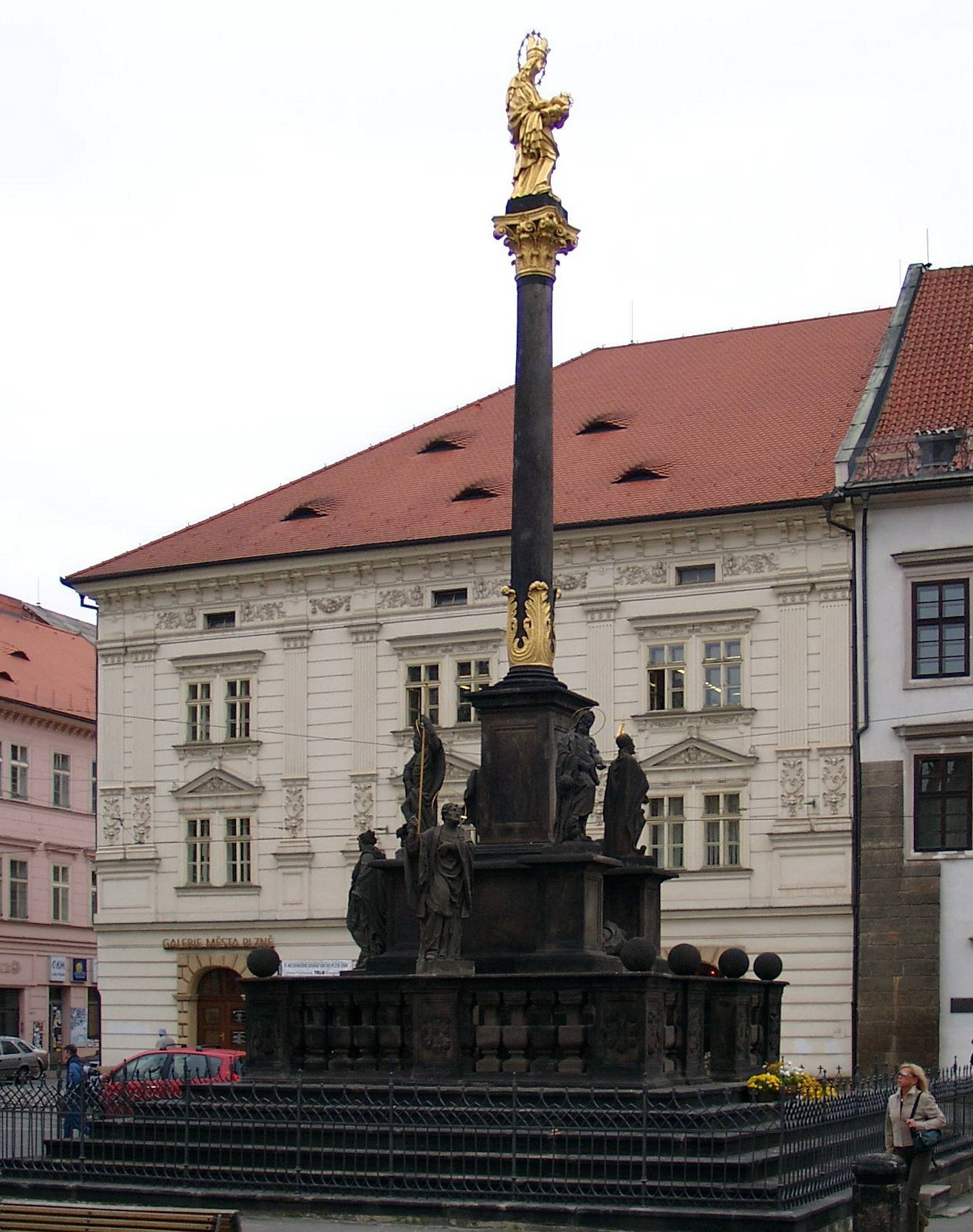
Cột bệnh dịch (2004)
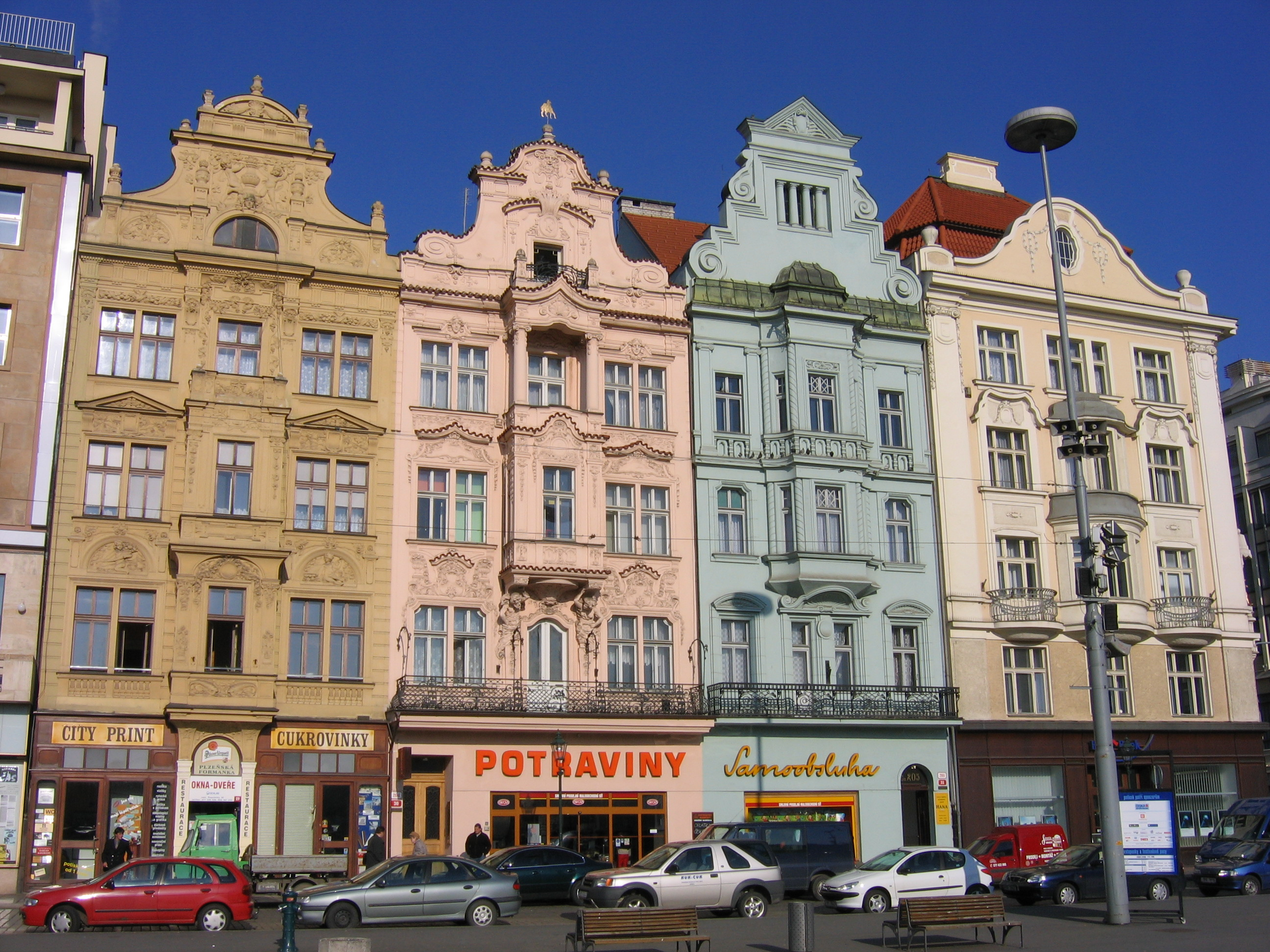
Những tòa nhà lịch sử (2006)
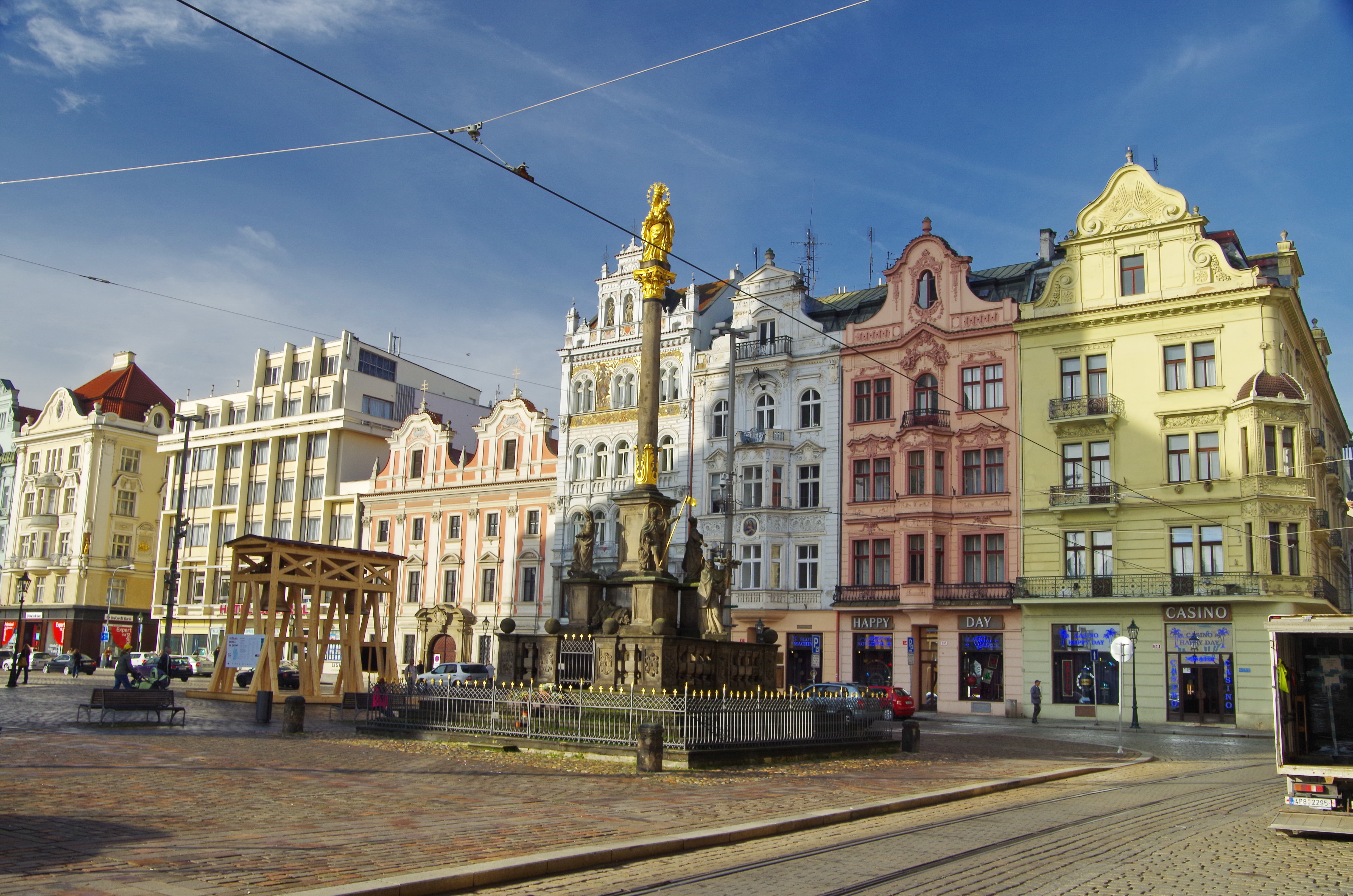
(2013)
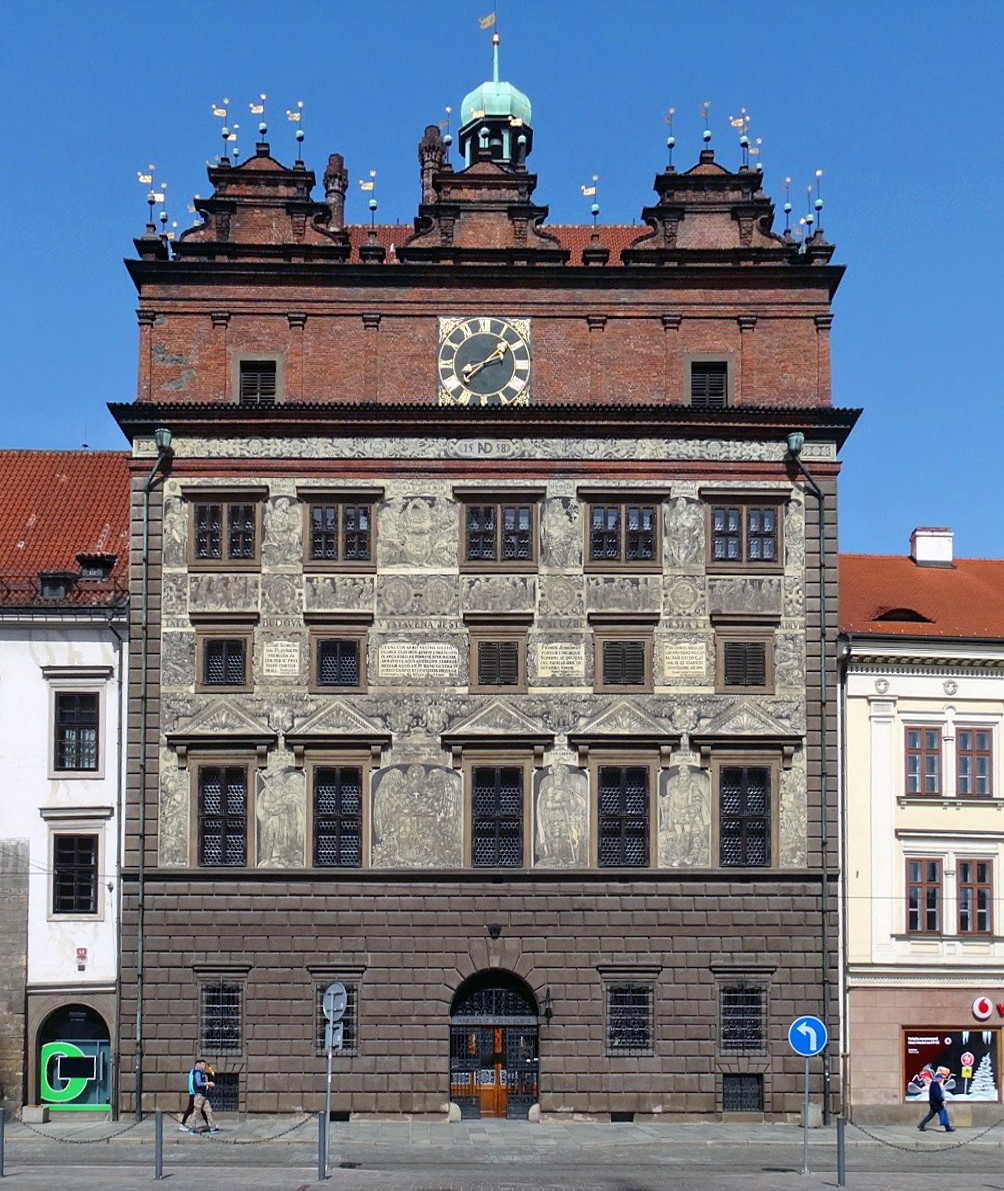
Tòa thị chính Plzeň (2016)
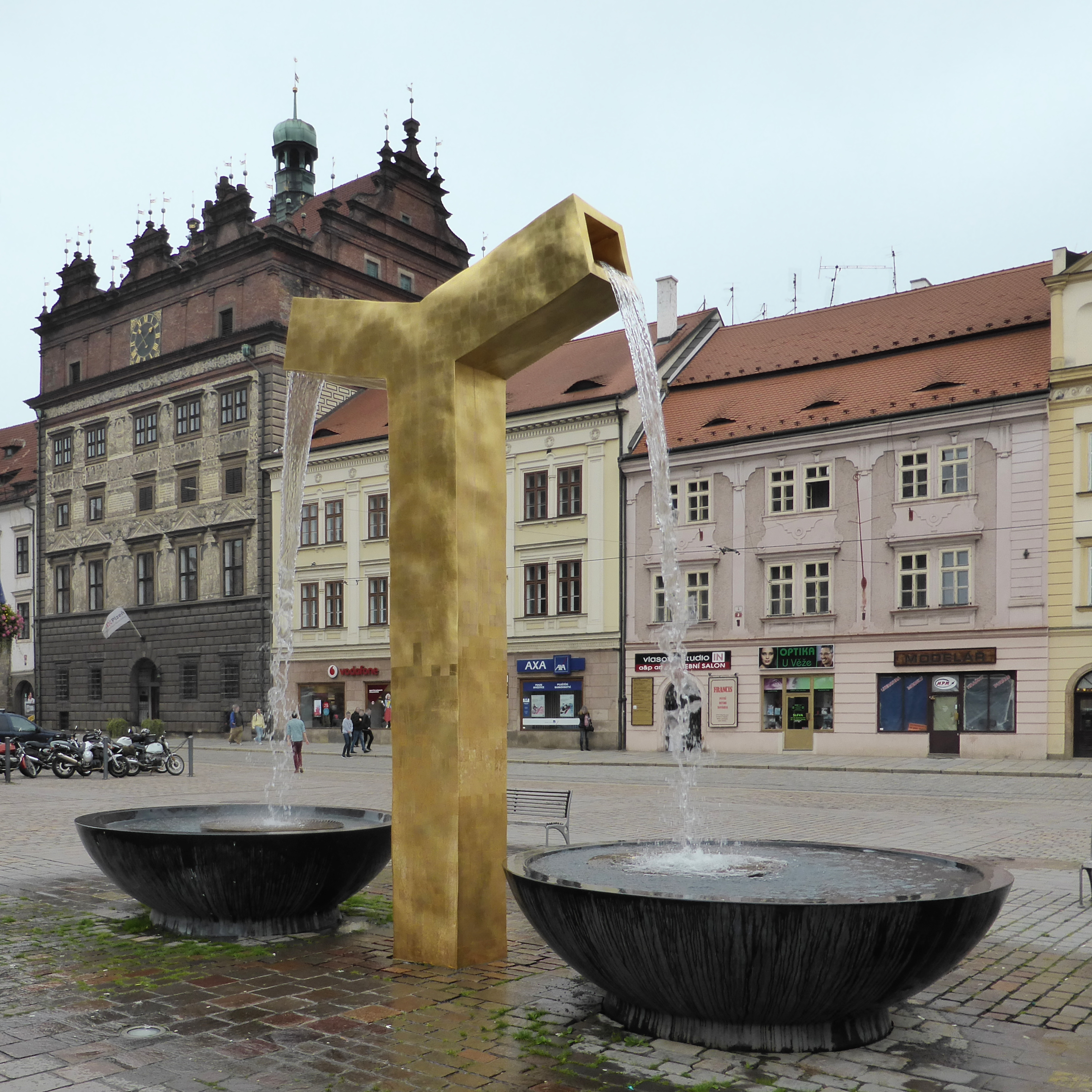
Đài phun nước với hình ảnh thiên thần (2010)
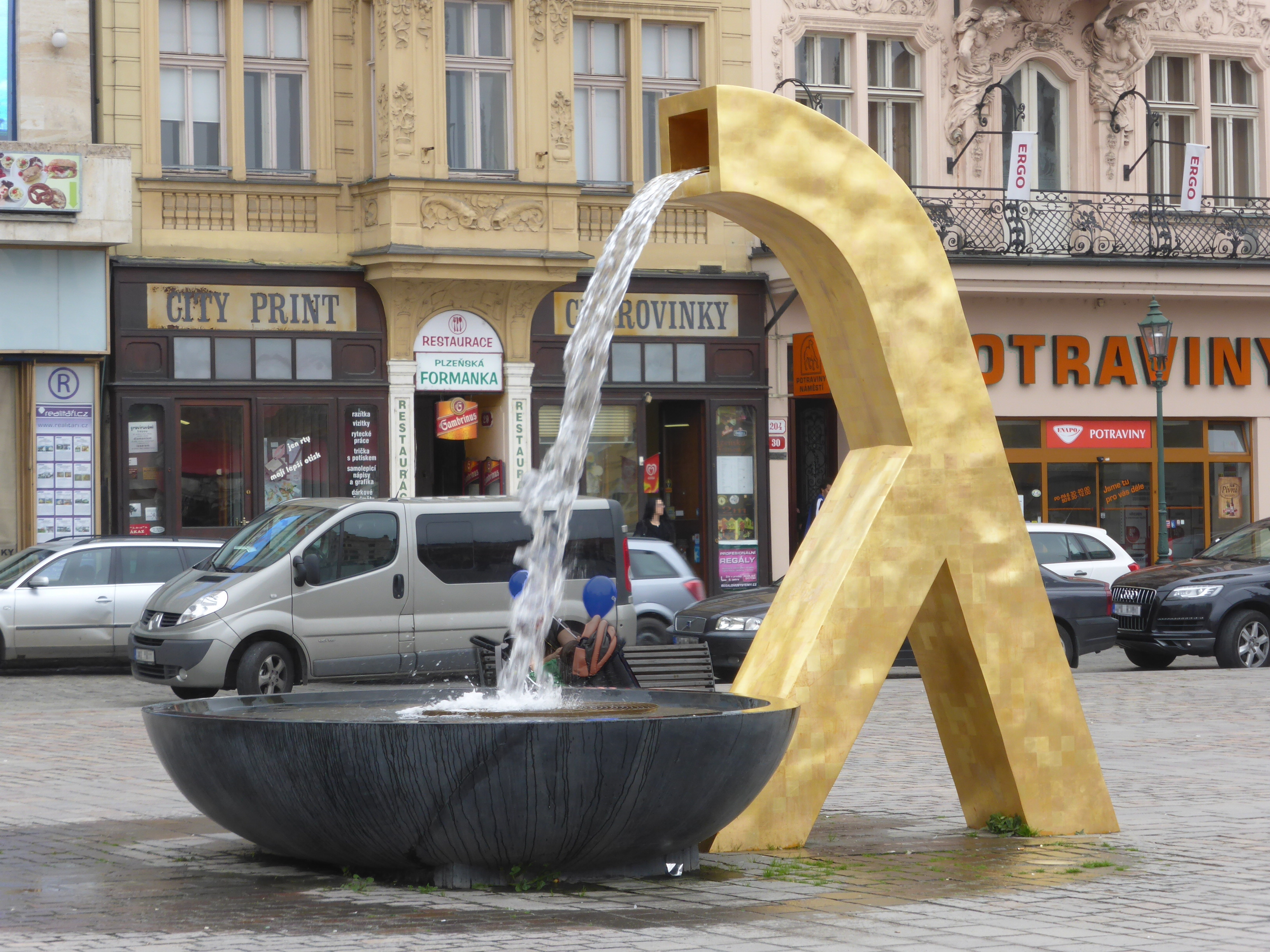
Đài phun nước với hình ảnh chú chó săn (2010)
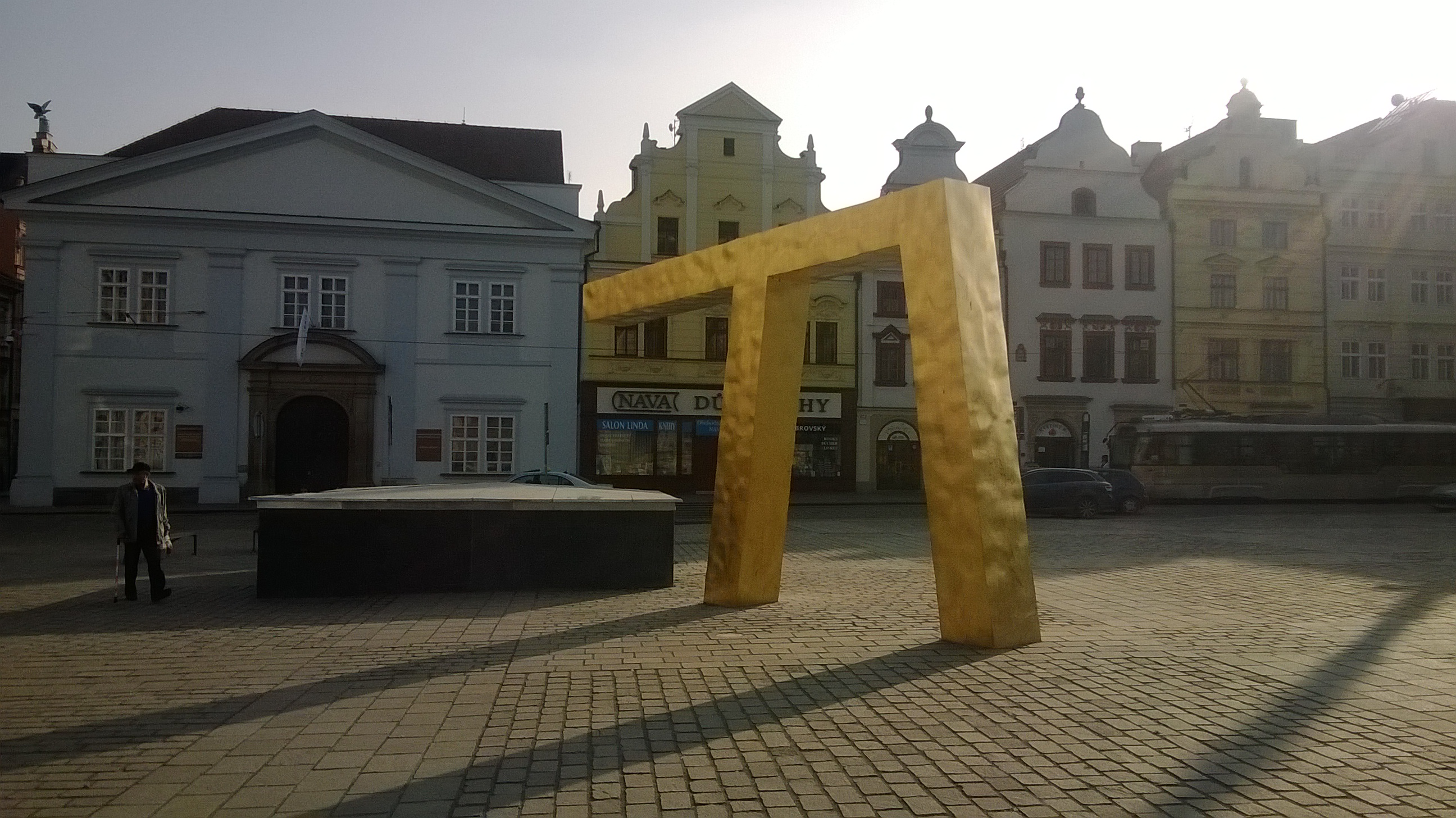
Đài phun nước với hình ảnh chú lạc đà (2010)